# Salvatore Andreani
Salvatore Andreani (Milano, 24 febbraio 1705 – Lodi, 1º aprile 1784) è stato un vescovo cattolico italiano.

## Biografia
Salvatore Andreani nacque a Milano da una nobile famiglia del patriziato milanese, intraprendendo ancora giovane la carriera ecclesiastica ed entrando nell'ordine dei chierici regolari di San Paolo.
Venne eletto vescovo di Lodi il 22 aprile 1765.

## Genealogia episcopale
La genealogia episcopale è:
- Cardinale Scipione Rebiba
- Cardinale Giulio Antonio Santori
- Cardinale Girolamo Bernerio, O.P.
- Arcivescovo Galeazzo Sanvitale
- Cardinale Ludovico Ludovisi
- Cardinale Luigi Caetani
- Cardinale Ulderico Carpegna
- Cardinale Paluzzo Paluzzi Altieri degli Albertoni
- Papa Benedetto XIII
- Papa Benedetto XIV
- Papa Clemente XIII
- Vescovo Salvatore Andreani